# Германская школа фехтования
Герма́нская шко́ла фехтова́ния (немецкая школа фехтования) (нем. Kunst des Fechtens или Deutsche Schule) — историческая система боя, стиль фехтования, распространённый в Священной Римской империи и просуществовавший в эпохи Позднего Средневековья, Ренессанса и раннего Нового времени (с конца XIV по XVII века).
Географическим центром германской школы фехтования принято считать территорию современной Южной Германии (Аугсбург, Франкфурт, Нюрнберг). Во времена использования этого стиля, его называли Kunst des Fechtens, что переводят как «искусство фехтования». Техника немецкой школы фехтования содержит способы применения длинного меча, древкового оружия, кинжала, мессера, щита. К тому же, последователи данного направления изучали принципы верхового фехтования и приёмов безоружного боя.
Одним из знаменитых немецких мастеров фехтования был Йоханнес Лихтенауэр. Сам он не оставил рукописей, до нас дошли только манускрипты его учеников. До наших дней также дошли трактаты по германской школе фехтования, созданные в XV и XVI веках. В начале XVII века германский стиль был вытеснен итальянской школой фехтования.
Термин «немецкая школа фехтования» иногда может вводить в заблуждение, так как после XVII века на территории современной Германии по-прежнему преподавали фехтование в различных академиях. Такой же термин применяют и к старому стилю театрального немецкого фехтования.

## История
Самым первым документом немецкого наследия, который описывает методы фехтования, принято считать Манускрипт I.33, который был написан около 1300 года. После этого существует разрыв почти в целый век до появления рукописей Йоханнеса Лихтенауэра. Созданный им стиль фехтования, с небольшими изменениями, применяли на протяжении почти 250 лет. Истоки его приёмов описаны в трактате «Codex 3227a».
Начало снижения популярности немецкого стиля фехтования приходится на вторую половину XV века. Начиная с XVI века, германскую школу фехтования всё больше рассматривали как спортивное упражнение, нежели боевое искусство для военных битв.
В XVII веке на смену германской школе фехтования пришла итальянская. Связано это с тем, что носить шпагу или рапиру, в соответствии с одеждой и модой того времени, было более удобным, чем длинный меч. Один из фехтовальщиков того времени — Жан Даниэль Ланже писал в своей книге (Deutliche und gründliche Erklärung der adelichen und ritterlichen freyen Fecht-Kunst, издания 1664 и 1708 годов), что «большой меч не только неудобно, но и очень опасно носить в наше время — на короткой дистанции с рапирой можно противостоять человеку, который вооружён пистолетом, из-за высокоэффективных методов использования этого оружия, которое позволяет экономить время, в отличие от более медленных ударов меча. Ударить противника можно даже прежде, чем он успеет достать свой пистолет и сделать первый выстрел». Также Ланже подчёркивал другие достоинства шпаги — «при необходимости, можно скрыть свою рапиру под плащом, таким образом избежав каких-либо провокаций в общественных местах. Длинный меч может вызвать проблемы и возбудить пыл врагов». От этого же фехтовальщика есть упоминание о «Братстве Святого Марка», которое практиковало германскую школу фехтования. Ланже отмечал, что «их искусство поистине рыцарская наука, она должна храниться для ещё не рождённых поколений».
Последним известным практикующим немецким фехтовальщиком был Теодоро Веролини, который создал трактат «Хитрый фехтовальщик» (Der Kůnstliche Fechter) в 1679 году.
16 апреля 1862 года швейцарская газета «Neue Zürcher Zeitung» опубликовала статью, в которой было рассказано о смерти 72-летнего члена «Братства Святого Марка», который в подростковом возрасте (начало XIX века) практиковал данное направление фехтования и, возможно, был последним из участников этого фехтовального союза.

## Основные принципы
Йоханнес Лихтенауэр в своих рукописях ввёл несколько принципов, при этом чётко указывал, что имеется лишь единственное «искусство фехтования», существовавшее на протяжении многих веков и являющееся основой для многих боевых систем:
- Поиск самой короткой и быстрой линии для атаки, игнорируя эффектные методы парирования.
- Сложность объяснения теоретической части и важность непосредственной практической части обучения (для описания этого был предложен афоризм «тренировка лучше, чем искусство, потому что тренировки без искусства полезны, но искусство без тренировок бессмысленно»).
- Важность расположения ног, позиции и скорости движений.
- Значимость плана для будущей атаки.
- Тактическое преимущество для сокрытия грядущих действий.
- Небольшая доля удачи.
- Хорошее физическое состояние организма и отличное состояние оружия.
- Мужество в комплексе с уверенностью, настороженностью и хитростью.